# اچ‌ام‌اس آمازون (اف۱۶۹)
اچ‌ام‌اس آمازون (اف۱۶۹) (به انگلیسی: HMS Amazon (F169)) یک کشتی است که طول آن ۳۸۴ فوت (۱۱۷ متر) می‌باشد. این کشتی در سال ۱۹۷۱ ساخته شد.